# Cope Thunder
A Cope Thunder (magyarul: „Villám kupa”) légi hadgyakorlat volt a csendes-óceáni légierők részére, melyet 1976-ban rendeztek meg először a Fülöp-szigeteken, a luzoni Clark támaszponton. A rendezvényt a vietnámi háború inspirálta, valamint az 1961 óta Európában megrendezésre kerülő Tiger Meet és az egy évvel korábbi, sikeresnek mondható 1975-ös amerikai Red Flag. Richard G. Head dandártábornok véleménye szerint az ázsiai légierőknek először nyílt lehetőségük harctéri tapasztalatokat szerezniük valós körülmények között gyakorolva. A hadgyakorlat hamar kinőtte magát és a PACAF „elsődleges szimulált harci tűzerőalkalmazási gyakorlata” lett. Elemzők úgy tapasztalták, hogy a harctéri veszteségek a személyzet első kilenc-tíz bevetésében jelentősek, ezért ezek megelőzése a hadgyakorlatok elsődleges feladata.
A Cope Thunder egy tíznapos légiharcászati kiképzés, mely évente négy alkalommal került megrendezésre. A részt vevő alakulatok saját repülőgépeik üzemeltetése mellett keresztüzemeltetést is végrehajtottak a részt vevő többi alakulat eszközein, így megismerték a többi repülőgép fenntartási előnyeit, hátrányait is. Hagyományosan a védekező alakulatok a „vörös” csoporthoz, a támadók pedig a „kék” csoporthoz tartoztak, míg a „fehér” alakulatok az ellenőrző és szervező csoportot képviselték. A védekező alakulatok szárazföldi légiirányító és passzív–aktív légvédelmi eszközökkel is fel voltak szerelve. A támadó alakulatok az amerikai és társ légierők technikai állományának teljes spektrumát felhasználhatták. Mivel a szembenálló erők egy szimulált, nem együttműködő, ellenséges képzési környezetben találkoztak egymással, ezért a biztonságukról, a feladatok kiértékeléséről és a hibás eljárásokról a „fehér” alakulat volt a felelős.
A Pinatubo vulkán 1991-es kitörése után a következő évi gyakorlatsorozatot már az alaszkai Eielson légi támaszponton rendezték meg. Így az itt települő 353rd Combat Training Squadron lehetett a házigazda, mely már addig is több hadgyakorlatot szervezett le évente (köztük a Red Flag-et) és három nagy kiterjedésű kiképző és lőteret felügyelt. Itt már átlagosan 700 katona és 60 repülőgép vett részt egy-egy gyakorlaton és további 500 katona és 40 repülőgép lett kirendelve a gyakorlatok ellátására. Csúcsidőben több mint 70 repülőgép lehetett egy adott légtérben, ami jelentős légiirányítási feladatokat rótt az alakulatokra. Az alakulatok egy héttel az aktuális gyakorlat előtt érkeznek és néhány akklimatizáló repülést hajtanak végre előtte, felkészülést a helyi repülési sajátosságokra. Az 1992-es áttelepüléstől kezdve alaszkai és kanadai légtereket használnak a hadgyakorlatokon, a teljes terület több mint hatvanhatezer négyzetmérföld. Maga a rendezvény jelentősen fellendítette Eielson és Elmendorf környezetének gazdaságát is: 1993-ban 2 millió dollár bevételt szerzett a helyi gazdaság.
2006-tól Red Flag–Alaska néven nevezik.
A térségben tartják a Red Flag-en kívül a Northern Edge hadgyakorlatokat is (ez utóbbit szintén 1975-ben rendezték meg először Jack Frost, majd Brim Frost és Arctic Warrior néven).
A Cope Thunderen részt vevő országok: Fülöp-szigetek, Kanada, Egyesült Királyság, Japán, Új-Zéland, Ausztrália, Thaiföld, Szingapúr és az USA.
Később, 1998-ban megszervezték a Cooperative Cope Thunder nevű hadgyakorlatot is, mely gyakorlatilag összcsapatnemi gyakorlattá vált az évek során, de jellemzően légiszállítási, légi kutató-mentő és légvédelmi hadgyakorlat.

## Hadgyakorlatok
- 1976
- 1977
- 1978
- 1979
- 1980
- 1981
- 1982
- 1983
- 1984
- 1985
- 1986
- 1987
- 1988
- 1989
- 1990
- 1991

1992Az első alaszkai hadgyakorlat az Eielson támaszponton.
- 1993
- 1994
- 1995
- 1996

1997Több mint kétezer katona lett kihelyezve és a pilóták közel kétezer bevetést repültek le.
1998A PACAF alakulatain kívül képviselte magát az amerikai Air Mobility Command, az Air Combat Command, az Air National Guard, az Air Force Reserve, a haditengerészet, a tengerészgyalogség, a hadsereg, a japán légierő és a brit RAF is.
1999A Cope Thunder 99–01-et teljesen integrálták a tavaszi Northern Edge-be.
- 2000
- 2001
- 2002
- 2003
- 2004
- 2005

## Fordítás
- Ez a szócikk részben vagy egészben  a   Red Flag – Alaska című angol Wikipédia-szócikk ezen változatának fordításán alapul.  Az eredeti cikk szerkesztőit annak laptörténete sorolja fel. Ez a jelzés csupán a megfogalmazás eredetét és a szerzői jogokat jelzi, nem szolgál a cikkben szereplő információk forrásmegjelöléseként.

### Videók
- Cope Thunder mock air combat training program
- Cope Thunder 1991